# Dijon FCO (női csapat)
A Dijon Football Côte d'Or (röviden Dijon FCO, vagy Dijon) egy francia sportegyesület, amelynek van női labdarúgó szakosztálya is, amely a D1 Féminine bajnokságában szerepel.

## Klubtörténet
2006-ban alapították meg a DFCO nő csapatát, majd 2010-ben az addig regionális bajnokságban érdekelt Saint-Apollinaire együttese társult a dijoniak női szakosztályával. 2015 nyarán Samuel Riscagli hatékony struktúrát eszközölt ki az utánpótlás-nevelés érdekében. A város főiskoláján és gimnáziumában a napi edzést lehetővé téve, a diákok szerződést köthetnek a klubbal, és tanulmányi időszakuk alatt szakmai-, vagy sportkarrierjüket együtt építhetik fel.

## Játékoskeret
2023. augusztus 24-től
| #  |     | Poszt | Név                 |
| -- | --- | ----- | ------------------- |
| 1  | BEL | K     | Lisa Lichtfus       |
| 16 | FRA | K     | Emma Courdier       |
|    | FRA | K     | Aïcha Said          |
| 2  | FRA | V     | Pauline Sierra      |
| 3  | DEN | V     | Cecilie Sandvej     |
| 4  | FRA | V     | Léna Goetsch        |
| 5  | POL | V     | Małgorzata Grec     |
| 6  | FRA | V     | Hélène Fercocq      |
| 24 | FRA | V     | Margaux Vairon      |
| 25 | POR | V     | Morgane Martins     |
| 7  | ESP | KP    | María Díaz Cirauqui |
| 8  | FRA | KP    | Léa Declercq        |

| #  |     | Poszt | Név                 |
| -- | --- | ----- | ------------------- |
| 14 | DEN | KP    | Sarah Jankovska     |
| 18 | DEN | KP    | Malou Marcetto      |
| 20 | POL | KP    | Klaudia Jedlińska   |
| 21 | FRA | KP    | Océane Picard       |
| 9  | CAN | CS    | Latifah Abdu        |
| 10 | FRA | CS    | Madeline Roth       |
| 11 | SUI | CS    | Meriame Terchoun    |
| 15 | CHN | CS    | Vu Csengsu          |
| 17 | FRA | CS    | Rose Lavaud         |
| 19 | FRA | CS    | Madeleine Yetna     |
| 28 | FRA | CS    | Coralie Delacellery |

## Korábbi híres játékosok
| - Solène Barbance - Elise Bonet - Laura Bouillot - Anaïs Brahier - Noémie Carage - Emma Courdier - Ophélie Cuynet - Lindsey Derré - Pauline Desbourdieux - Solène Durand - Leina Feddaoui - Marie-Jo Girardot - Océane Hurtré | - Justine Pacaud - Alicia Soleilhet - Coline Stephen - Kysha Sylla - Mylaine Tarrieu - Genessee Daughetee - Jenna Dear - Roselord Borgella - Emily Burns - Jenna Hellstrom - Élodie Nakkach - Desire Oparanozie - Jekatyerina Tyirjiskina |